# Tōkai Gakki
Pour les articles homonymes, voir Tokai.
Tōkai Gakki Co., Ltd. (東海楽器製造株式会社 Tōkai Gakki Seizō Kabushiki-gaisha, littéralement Société de fabrication d'instruments de musique Tōkai), est une société japonaise de fabrication de guitares, qu'elle commercialise sous la marque Tōkai Guitars.

## Historique
Fondée en 1947 à Hamamatsu, Tōkai Gakki débute en tant que fabricant d'harmonicas, très en vogue à cette époque.
Après une restructuration l’année suivante, l’usine a commencé à exporter vers les États-Unis dès 1950.
En 1961, des mélodicas sont aussi fabriqués et en 1963, la production se diversifie avec l’ajout d’accordéons au catalogue.
En 1965, Tokai commence à fabriquer des guitares acoustiques et en 1968, la production de guitares électriques commence le 14 novembre avec l’arrivée de la Hummingbird tandis que la gamme d'acoustiques s’étend.
L'année suivante, un ampli est commercialisé (le TA-6).
L'usine fabrique aussi, au début des années 1970, des guitares acoustiques et quelques électriques pour le fabricant américain Martin sous le label Sigma.
En 1975, en même temps que le démarrage de la production de pianos, la gamme des mythiques cat’s eyes, les célèbres acoustiques Tokai, est lancée.
Deux ans plus tard, en 1977, les premières répliques de Stratocaster et de SG sont fabriquées.
L’année suivante (juin 1978), la Les Paul sera elle aussi lancée en production et en 1979, c’est la Telecaster qui vient rejoindre le catalogue.
En 1980, à la suite des pressions exercées par la marque Gibson sur l’ensemble des constructeurs japonais, la Les Paul reborn devient la Love Rock.
Depuis, la gamme des Tokai n’a cessé de s’étendre et le modèle maison (la Talbo, apparue en 1983) a également gagné en réputation grâce, en partie, au guitariste du groupe australien INXS.
En 1995, profitant de son succès grandissant, Tokai a développé une gamme d’instruments fabriqués en Corée.
La gamme des répliques de Stratocaster et Telecaster made in Japan est progressivement abandonnée pour ne pas faire d’ombre à une marque devenue, en 1997, un partenaire, Tokai produisant désormais une grande partie des Fender MiJ.

## Production et numérotation
- Concernant les répliques de modèles Gibson :

la numérotation est à 7 chiffres, le premier chiffre indiquant l'année entre 1977 et 1989.
Exemple : 700XXXX= 1977
- À partir de 1989, les deux premiers chiffres indiquent l'année.

Exemple : 890XXXX= 1989.
- La désignation des modèles se fait avec un système composé de deux lettres suivies d'un numéro qui indique la gamme de prix du modèle et donc sa qualité.

LS-70, LS-100... = Les Paul.
ES-100, ES-120... = Modèles 1/2 caisse type 335.
SG-155... = copies de SG.
- Pour les copies de Fender

Le numéro de série n'indique pas l'année, simplement le modèle copié.
Les modèles les plus luxueux ont un numéro à 4 chiffres, les milieux de gamme, des numéros à 5 et 6 chiffres, les plus économiques ont des numéros à 7 chiffres.
St-60... = strat.
Te-80... = telecaster.
PB-70... = precision bass.
- Les numéros commençant par un A sont des séries fabriquées pour le marché américain, avec des modifications (tête modifiées, etc.).

Exemple : ALS (Les Paul), ATE (telecaster) etc.
À partir de 1995, les modèles désignés ALS sont fabriqués en Corée, les modèles pour le marché américain sont désignés NLS depuis 2003.